# Myzomèle sobre
Myzomela blasii
Espèce
Statut de conservation UICN

 LC  : Préoccupation mineure
Le Myzomèle sobre (Myzomela blasii) est une espèce de passereaux de la famille des Meliphagidae.

## Répartition
Il est endémique des îles de Céram, Boano (en) et Ambon en Indonésie.

## Habitat
Il habite les forêts humides tropicales et subtropicales.